# Ambra Durante
Ambra Durante (* 2000 in Genua) ist eine italienisch-deutsche Zeichnerin.

## Leben und Wirken
Durante wurde in Genua geboren, lebt seit 2007 mit ihrer Familie in Berlin und wuchs zweisprachig italienisch-deutsch auf. Sie studiert Filmwissenschaften an der Freien Universität Berlin. Ausgestellt wurden ihre Zeichnungen erstmalig 2021 in der Berliner Galerie Klaus Gerrit Friese. Eine Adaption ihres Buches Black Box Blues wurde 2022 am Thalia Theater in Hamburg uraufgeführt.

## Einzelausstellungen
2021: Lack of sleep is my eye shadow, Galerie Friese, Berlin
2022: Alles ist jetzt, Fritz und Hildegard Ruoff Stiftung, Nürtingen
2022: Illust_ratio 10 „What if my thoughts will never stop talking“, Museum Rüsselsheim

## Veröffentlichungen
2020: Black Box Blues, Wallstein Verlag, Göttingen. ISBN 978-3-8353-3816-6

## Auszeichnungen
2021: Anke Bennholdt-Thomsen-Förderpreis der Deutschen Schillerstiftung
2022: art KARLSRUHE-Preis

## Rezeption
Daniel Kehlmann über Black Box Blues: „Das ist so profund, traurig und wahr, zugleich mit so trügerisch leichter Hand hingeworfen, wie ich lange nichts Vergleichbares gesehen habe. Die Nacht der Seele, erhellt vom Witz einer tänzerischen Intelligenz. Ich bin verblüfft und voll Bewunderung.“